# بی‌دی+۲۰°۱۷۹۰
بی‌دی+۲۰°۱۷۹۰ یک ستاره است که در صورت فلکی دوپیکر قرار دارد.